# О своём возвращении
«О своём возвращении» — речь, произнесённая древнегреческим оратором Андокидом в 407 году до н. э. Её текст полностью сохранился и стал одним из важнейших источников данных о деле гермокопидов.

## Контекст и содержание
Молодой афинский аристократ Андокид в 415 году до н. э. стал одним из подозреваемых по делу об осквернении герм. Чтобы спасти себя и своих близких, он рассказал судьям, что святотатство совершили его товарищи по гетерии Эвфилета, сына Тимофея. Андокид вышел на свободу и получил гарантии безопасности, но многие афиняне всё же считали его святотатцем и были уверены, что на него распространяется псефизма Истотимида о частичном лишении прав граждан, совершивших религиозные преступления. Поэтому Андокиду пришлось покинуть родину.
В 407 году до н. э. Андокид попытался вернуться. Появившись в Афинах, он произнёс речь, в которой пообещал наладить снабжение города, которому угрожал тогда голод, кипрским хлебом, и попросил за эту услугу предоставить ему безопасность и отменить псефизму Исотимида.  Оратор постарался вызвать у своих слушателей сострадание, вспоминая вслух дело гермокопидов. «То, что со мной случилось, должно пробуждать в людях не столько чувство ненависти ко мне, сколько жалость», — говорит Андокид. По его словам, он из-за своих молодости и глупости или из-за чужого дурного влияния оказался перед тяжёлым выбором: или молчать, погубив себя, а вместе с собой ни в чём не повинного отца и других родственников, или выступить с доносом и навлечь на себя позор. В этой речи Андокид старался убедить афинское народное собрание в том, что он раскаивается в содеянном и может быть полезен для родного полиса. Однако своей цели оратор не достиг.
Продовольствие с Кипра так и не прибыло (Псевдо-Лисий позже заявил, что Андокид «не захотел, даже в надежде на выгоду, привезти хлеба и помочь отечеству»); к предложениям изгнанника афиняне отнеслись настороженно, и многие даже считали, что от таких людей принимать услуги нельзя. В результате Андокиду опять пришлось уехать.

## История текста
Неизвестно, издал ли Андокид тексты своих речей, включая речь «О своём возвращении», или они стали достоянием читающей публики после его смерти. Сборники его произведений наверняка получили широкое хождение уже в IV веке до н. э. Точных сведений о рукописной традиции этих речей в античную эпоху нет. Ключевое значение для восстановления текста речи «О своём возвращении» имела средневековая рукопись Codex Crippsianus или Burneianus XIII века, где содержатся речи Андокида, Исея, Ликурга Афинского, Динарха и Антифонта.
Произведения Андокида были впервые напечатаны в 1514 году в Венеции Альдом Мануцием. Это издание было основано на рукописи XV века, которая восходила к Codex Crippsianus. Начиная с XIX века выходят научные издания речей, среди которых выделяются книга Ж. Дальмейды на французском языке в серии «Collection Budé» (Andocide. Discours. Texte établi et traduit par G. Dalmeyda. 4e tirage 2002. XXXVI, 230 p. ISBN 978-2-251-00004-6) и книга на английском в серии «Loeb classical library» под № 308. На издании Дальмейды основан перевод речей Андокида на русский язык, выполненный историком Эдуардом Фроловым.
Во всех сборниках речей Андокида издатели помещают речь «О своём возвращении» на второе место.